# 13118 La Harpe
13118 La Harpe (1993 UX4) là một tiểu hành tinh vành đai chính được phát hiện ngày 20 tháng 10 năm 1993 bởi E. W. Elst ở Đài thiên văn Nam Âu.